# 吴由于
吴由于，又作王孙由于，春秋時期楚国的大夫，吴国王室后裔。
前506年（周敬王十四年、鲁定公四年、楚昭王十年），柏举之战，楚昭王逃出郢都，渡过长江，进入云梦泽。楚昭王在睡觉，强盗来袭击，用戈刺击楚昭王，王孙由于用背去挡，被击中了肩膀。楚昭王逃到郧地，王孙由于慢慢苏醒过来以后，也跟去了。前505年（周敬王十五年、鲁定公五年、楚昭王十一年），楚昭王收复郢都后，赏赐鬬辛、王孙由于、王孫圉、钟建、鬬巢、申包胥、王孙贾、宋木、鬬怀，派王孙由于在麇地筑城，王孙由于回来复命。子西问他城墙的高度厚度，王孙由于不知道。子西说：“你如果不能干，就应推辞，不知道城墙的高度、厚度和城的大小，那还知道什么？”王孙由于回答说：“我坚决推辞，说干不了，是你让我去做了。每人都有干得了的事，也有干不了的事。大王在云梦泽碰上强盗，我挡住强盗的戈，伤处还在这里。”王孙由于脱了衣服把背部给子西看，说：“这是我干得了的。像你在脾泄建立楚王行都的事情，我是干不了的。”前477年（周敬王四十三年、鲁哀公十八年、楚惠王十二年），楚惠王派右司马公孙宁领兵攻打巴国。公孙宁请求任命副手，楚惠王说：“寝尹、工尹，都是为先君出过力的人。”三月，楚国的公孙宁、吴由于（寝尹）、薳固（工尹）在鄾地击败巴军，所以把析地作为公孙宁的封邑。《汉书·古今人表》将他定位五等中中。